# 10786 Robertmayer
10786 Robertmayer (1991 TC3) là một tiểu hành tinh vành đai chính được phát hiện ngày 7 tháng 10 năm 1991 bởi F. Borngen và L. D. Schmadel ở Tautenburg. Nó được đặt theo tên Julius Robert Mayer, a German doctor và physicist.